# Godofredo I de Bretaña
Godofredo I de Bretaña (†1008), hijo de Conan I y de Ermengarda, fue conde de Rennes y duque de Bretaña en el periodo (992-1008).

## Biografía
A la muerte de su padre, Conan I, en 992, Godofredo I se convirtió en heredero del ducado de Bretaña, es decir, del condado de Rennes, de Vannes y de una gran parte de la Domnonia bretona. Es un personaje mal conocido, y el único duque del que no se posee ningún acta.
Después de haber vencido en 994 al joven conde Judicael de Nantes, le obligó a venir a rendirle homenaje hacia 1000. Para asegurar su poder sobre el país nantés, tras las muertes simultáneas en 1004 del obispo Hervé y del conde Judicael, Godofredo hace elegir nuevo obispo de Nantes a Gauthier II (1004-1041), un caballero de Rennes.
Frente a la amenaza que representa el conde de Anjou, Godofredo ya no busca el apoyo del nuevo conde de Blois Eudes II, cuyos centros de interés se han desplazado hacia el este. A fin de asegurarse buenas relaciones con el poderoso Ricardo II de Normandía, pide y obtiene por esposa a Havoise de Normandía, hermana del duque «muy bella de cuerpo y muy recomendable por la honestidad de su conducta». Más tarde, a fin de reforzar su alianza, Ricardo II le pide como esposa a su hermana Judith de Bretaña.
Al igual que su padre, Godofredo es un protector de la Abadía del Monte Saint-Michel, a la que manifiesta su «liberalitas», concediendo a los monjes Saint-Méloir-des-Ondes et Saint-Benoît-des-Ondes.
Godofredo era un hombre muy piadoso. Queriendo restaurar los monasterios, pide a Gauzlin de Fleury, abad de Saint-Benoît-sur-Loire, y futuro arzobispo de Bourges, que le envíe un religioso apto para cumplir esta tarea. El abad confía la misión a un monje llamado Félix, que llega a Bretaña en 1008. Cuando el duque quiere emprender una peregrinación a Roma y al Santo Sepulcro, recomienda a Félix a su esposa y a sus dos hijos.
De camino a Italia, Godofredo pasa por París, donde rinde homenaje a Roberto el Piadoso, y donde confía a la nueva abadía de Saint-Magloire la misión de relevar al monasterio celta de Léhon sur la Rance.
Godofredo I muere el 20 de noviembre del 1008, al volver de su peregrinación a la tumba de los apóstoles. Como su padre, Godofredo está inhumado en la capilla de Saint-Martin de la Abadía del Monte Saint-Michel.

## Matrimonio y descendencia
Godofredo I se casó hacia 996 con Havoise de Normandía, hija de Ricardo I de Normandía. De esta unión nacieron:
1. Adela (c.996/1008-†1067), primera abadesa de Saint-Georges de Rennes en 1032.
2. Alain III duque de Bretaña a la muerte de su padre en 1008.
3. Eudon (nacido hacia 1005), conde de Penthièvre y regente de Bretaña en nombre de so sobrino menor Conan II